# Pelobates varaldii
Pelobates varaldii – afrykański gatunek płaza bezogonowego z rodziny grzebiuszkowatych (Pelobatidae).

## Występowanie
Zamieszkuje wybrzeże atlantyckie w północnym Maroku. Nie wyklucza się obecności tego płaza także w hiszpańskich posiadłościach w Afryce Północnej.
Nie występuje powyżej 420 metrów n.p.m.
Potrafi zagrzebać się w glebie. Preferuje piaski.

## Rozmnażanie
Składa skrzek w zbiornikach sezonowych, a nawet w kałużach.

## Status
IUCN uznaje Pelobates varaldii za gatunek zagrożony (EN, Endangered). Liczebność populacji spada. Zagrożeniami dla tego gatunku są niszczenie środowiska naturalnego, przekształcanie jego siedlisk w pastwiska, zatrucie wód stojących. Pewną rolę odgrywa też drapieżnictwo (np. ryby Gambusia holbrooki).